# In articulo mortis
In articulo mortis és una locució llatina que significa 'a punt de morir' i és molt usada en dret i teologia per definir accions o decisions en el tràngol final de l'individu cap a la mort. Antigament era una condició sine qua non per rebre el Sagrament de l'Extrema unció fins que es va universalitzar al Concili Vaticà II.
Exemple de la seva utilització: «celebrar les noces in articulo mortis».